# Дисциплінованість
Дисциплінованість (також  'самодисципліна' ,  'організованість' ) - риса характеру, або вироблена, що стала звичкою схильність людини до дотримання правил роботи і норм поведінки. Входить до числа так званих « прусських чеснот». Тісно пов'язана з психологічним поняттям  самоконтролю.
Педагог  А. С. Макаренко наступним чином висловлювався про дисциплінованості:
«Завжди дотримуватися дисципліни, виконувати те, що неприємно, але потрібно робити, - це і є висока дисциплінованість».

## Опис
Дисциплінованість - це готовність до виконання і вміння суб'єкта (носія дисципліни) дотримуватися дисциплінарні вимоги.
Самодисципліна складається з здатності до саморегуляції - умінні долати негативні емоції, що заважають виконанню завдання, вміння подолати параліч рішення і з здатності вийти за рамки зони комфорту. Елберт Габбард визначив самодисципліну як «здатність змусити себе робити те, що слід, коли це необхідно, незалежно від того, чи хочете ви цього».
В  Радянському Союзі під свідомою дисциплінованістю розумілося також привчання до дисципліни недисциплінованих членів колективу іншими (дисциплінованими), часто можна було зустріти подібне визначення: «Свідома дисциплінованість означає не тільки підпорядкування індивіда нормам суспільства і колективу, а й його активну позицію в справі зміцнення військової і трудової дисципліни ».